# Василевка (Добровеличковская поселковая община)
Василевка (укр. Василівка) — село в Добровеличковской поселковой общине Новоукраинского района Кировоградской области Украины.
До 2020 года входило в Добровеличковский район
Население по переписи 2001 года составляло 96 человек. Почтовый индекс — 27007. Телефонный код — 5253. Занимает площадь 0,447 км². Код КОАТУУ — 3521781902.